# Apodemus nigrus
Apodemus nigrus — вид гризунів з триби житників (Apodemini). Етимологія: епітет nigrus (від лат. niger, чорний) стосується чорного хутра на спині, характерного для цього нового виду.

## Біоморфологічна характеристика
Це невеликий вид з м'яким хутром і делікатними колючками. Верхні частини тіла повністю чорні та дрібно посипані коричневим. Спинні шипи чорнуваті з коричневими кінчиками. Черевна шерсть має загальне сірувато-біле забарвлення, що різко контрастує з верхніми частинами у дорослих особин. Черевні шипи рівномірно білуваті. Вуха довгі й чорні. Ротові вібриси довгі, поширюються до заднього краю вуха. Кисті і стопи покриті короткими білуватими волосками, які чітко контрастують з чорними лапами і руками. Хвіст одноколірний чорнувато-коричневий, трохи довший за HBL і вкритий дуже короткими волосками.
Apodemus nigrus легко відрізнити від інших китайських Apodemus за загальним чорним хутром на спині та добре розвиненими передніми, середніми та задніми лабіальними горбочками на першому нижньому молярі. Далі вид можна відрізнити від A. chevrieri та A. agrarius за супраорбітальними виступами, обмеженими бічними краями лобової частини, що не простягаються вздовж тім’яної, і трьома рядами бугорків на останньому верхньому молярі. Розвинений горб t7 на M1 присутній у A. nigrus, але зменшений у A. peninsulae. Горб t3 відсутній на М2 у A. nigrus і присутній у A. latronum, A. draco, A. ilex та A. uralensis. Задній пояс М1 зменшений у A. nigrus і має тенденцію до злиття з горбками t8 і t9 у дорослих особин, тоді як у A. ilex і A. draco він помітний.

## Середовище проживання
Цей вид виявлено лише на високих висотах (1984–2078 м) у національному природному заповіднику гори Фаньцзін у провінції Гуйчжоу та у високогір'ї Національного природного заповідника гори Цзіньфо (2130 м) у провінції Чунцин. Обидві гори належать до гірського хребта Вулін в Китаї.